# Observatoire de Besançon
Koordinaten: 47° 14′ 50″ N, 5° 59′ 23″ O

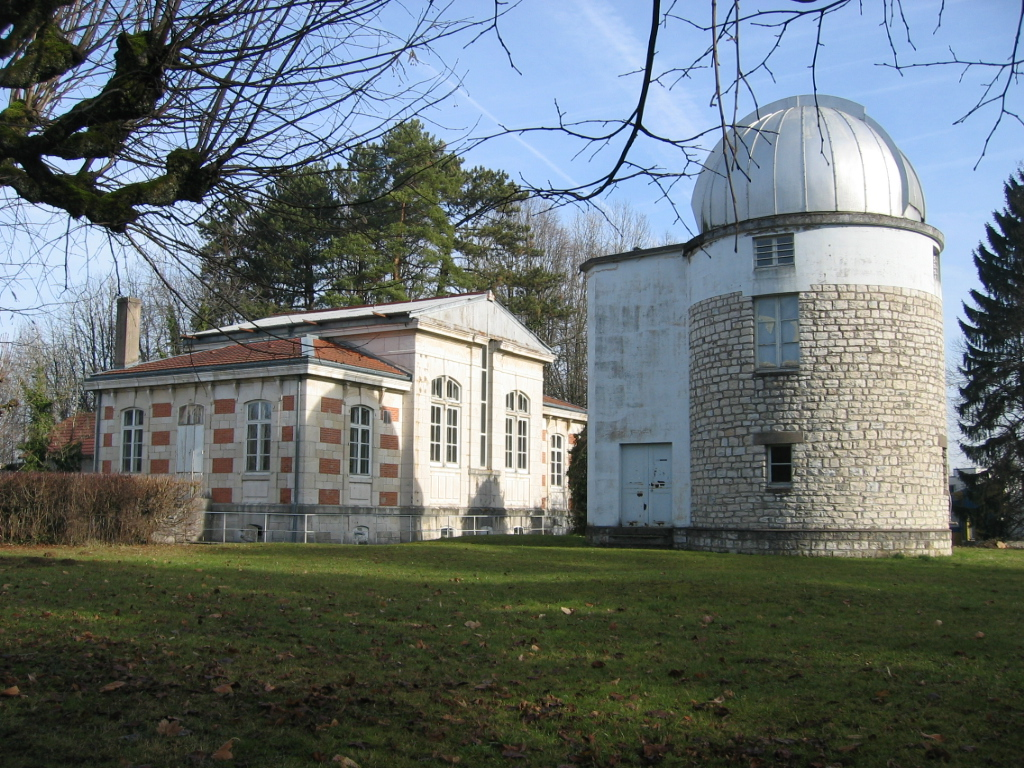
Außenansicht des Observatoire de Besançon

Das Observatoire de Besançon, auch Observatoire des sciences de l’Univers de Besançon, ist ein astronomisches Observatorium, welches dem Centre national de la recherche scientifique gehört und auch von ihm betrieben wird. Es befindet sich in Besançon, Frankreich und hat den IAU code 016.
Die Sternwarte wurde am 11. März 1878 in Betrieb genommen, ihr erster Direktor war Jean François Saint Loup.